# Comuna Isvoarele, Giurgiu
Isvoarele este o comună în județul Giurgiu, Muntenia, România, formată din satele Isvoarele (reședința) și Teiușu.

## Așezare
Comuna se află în sud-estul județului, pe malul drept al Argeșului. Este străbătută de șoseaua națională DN5A, care leagă Greaca de Adunații Copăceni (unde se termină în DN5).

## Demografie
Componența etnică a comunei Isvoarele
     Români (88,53%)
     Alte etnii (0,94%)
     Necunoscută (10,53%)
Componența confesională a comunei Isvoarele
     Ortodocși (89,2%)
     Alte religii (0,2%)
     Necunoscută (10,6%)
Conform recensământului efectuat în 2021, populația comunei Isvoarele se ridică la 1.491 de locuitori, în scădere față de recensământul anterior din 2011, când fuseseră înregistrați 1.751 de locuitori. Majoritatea locuitorilor sunt români (88,53%), iar pentru 10,53% nu se cunoaște apartenența etnică. Din punct de vedere confesional, majoritatea locuitorilor sunt ortodocși (89,2%), iar pentru 10,6% nu se cunoaște apartenența confesională.

## Politică și administrație
Comuna Isvoarele este administrată de un primar și un consiliu local compus din 9 consilieri. Primarul, Nicușor Logofătu[*], de la Partidul Social Democrat, este în funcție din octombrie 2020. Începând cu alegerile locale din 2024, consiliul local are următoarea componență pe partide politice:
|  | Partid                          | Consilieri | Componența Consiliului | Componența Consiliului | Componența Consiliului | Componența Consiliului | Componența Consiliului |
|  | ------------------------------- | ---------- | ---------------------- | ---------------------- | ---------------------- | ---------------------- | ---------------------- |
|  | Partidul Social Democrat        | 5          |                        |                        |                        |                        |                        |
|  | Partidul Național Liberal       | 3          |                        |                        |                        |                        |                        |
|  | Alianța pentru Unirea Românilor | 1          |                        |                        |                        |                        |                        |

## Istorie
La sfârșitul secolului al XIX-lea, comuna făcea parte din plasa Oltenița a județului Ilfov și era formată din satele Ciurari, Ciumați, Coeni și Izvoarele, având în total 2134 de locuitori ce trăiau în 492 de case și 10 bordeie. În comună funcționau două biserici (la Izvoarele și Coeni) și două școli, iar principalii proprietari de pământ erau statul, Elena Ștefănescu, D.H. Vasile și A. Stolojan. Anuarul Socec din 1925 consemnează comuna în plasa Budești a aceluiași județ, având 3762 de locuitori în aceleași sate.
În 1950, comuna a fost transferată raionului Oltenița din regiunea București. Satul Ciumați (pe atunci aflat temporar în comuna Mironești) a primit în 1964 denumirea de Teiușu. În 1968, comuna a revenit la județul Ilfov, reînființat, dar a fost imediat desființată, satele ei trecând la comuna Hotarele. În 1981, o reorganizare administrativă regională a dus la transferarea comunei Hotarele la județul Giurgiu. Comuna Izvoarele a fost reînființată în 2004, cu satele Izvoarele și Teiușu și a primit numele de Isvoarele pentru a o diferenția de altă comună din județ care purta acest nume.

## Monumente istorice
Singurul obiectiv din comuna Isvoarele inclus în lista monumentelor istorice din județul Giurgiu ca monument de interes local este situl arheologic de „la Fântână” (la vest de satul Izvoarele) unde s-au găsit urmele unei așezări neolitice atribuite culturii Gumelnița.